# Almirante Tamandaré do Sul
Almirante Tamandaré do Sul é um município brasileiro do estado do Rio Grande do Sul. Localiza-se ao norte do estado.
Sua população estimada em 2004 era de 2.357 habitantes.

## História
A história de Almirante Tamandaré do Sul começou em 1914, quando os primeiros colonizadores chegaram na localidade, que recebeu este nome por sugestão de um expedicionário da Guerra do Paraguai, que participou da mediação das áreas onde foi iniciado o loteamento, em reconhecimento ao patrono da Marinha de Guerra do Brasil, Joaquim Marques Lisboa, o Almirante Tamandaré.
A luta pela emancipação começou em 21 de setembro de 1990, através da mobilização da comunidade. O êxito da campanha deu-se em 16 de abril de 1996, com a publicação no Diário Oficial do Estado da lei que criou o município de Almirante Tamandaré do Sul.
Joaquim Marques Lisboa, o Almirante Tamandaré, que é patrono da Marinha de Guerra do Brasil, nasceu no Rio Grande do Sul em 1807 e morreu em 1897. No dia de seu nascimento, 13 de dezembro, é comemorado o Dia do Marinheiro, em homenagem a este brasileiro que comandou a Marinha em diversas ações no país e no exterior. Salvou pessoas, tripulações e navios, dando sempre exemplo de heroísmo e espírito humanitário.
O nome do hoje município de Almirante Tamandaré do Sul foi sugerido por um expedicionário da Guerra do Paraguai que participou da medição de áreas onde foi instalada a colonização e o loteamento que anos mais tarde formou a vila de Almirante Tamandaré.